# Auguste Aiguier
Auguste Aiguier(n. 24 februarie 1814, Port-la-Montagne, Franța – d. 7 iunie 1865, Le Pradet, Provence-Alpes-Côte d'Azur, Franța) a fost un pictor francez.

## Biografie
Fiu de fermieri, Auguste Aiguier a avut o constituție prea slabă pentru a continua munca părinților și și-a început cariera la vârsta de douăzeci de ani ca frizer stabilit în Marsilia unde s-a căsătorit cu o modistă, domnișoara Barthélemy. În acest oraș i-a frecventat pe François Barry și François Simon, pictori și peruchieri precum era și el, și a urmat cursuri în atelierul lui Félix Ziem care l-a sfătuit să se înscrie la școala municipală de arte plastice, condusă atunci de Émile Loubon, al cărui elev a devenit, precum și al lui Augustin Aubert. A început să-și expună lucrările la Marsilia din 1846. În 1852 a plecat la Paris pentru a-și perfecționa abilitățile în atelierul lui Ernest Hébert. Întors la Marsilia, a prezentat două tablouri la Expoziția Universală din 1855 de la Paris (inclusiv Coucher de soleil aux Catalans, influențat de Le Lorrain, și păstrat acum la Muzeul de Artă din Toulon)3, iar două dintre picturile sale au fost alese de stat pentru Expoziția Universală din 1862 de la Londra4.
Bolnav de tuberculoză, s-a retras la părinții săi la Le Pradet, un cătun din Astouret, lângă Toulon, unde a murit la 7 iunie 1865. A fost înmormântat în cimitirul Saint-Pierre din Marsilia.

## Galerie

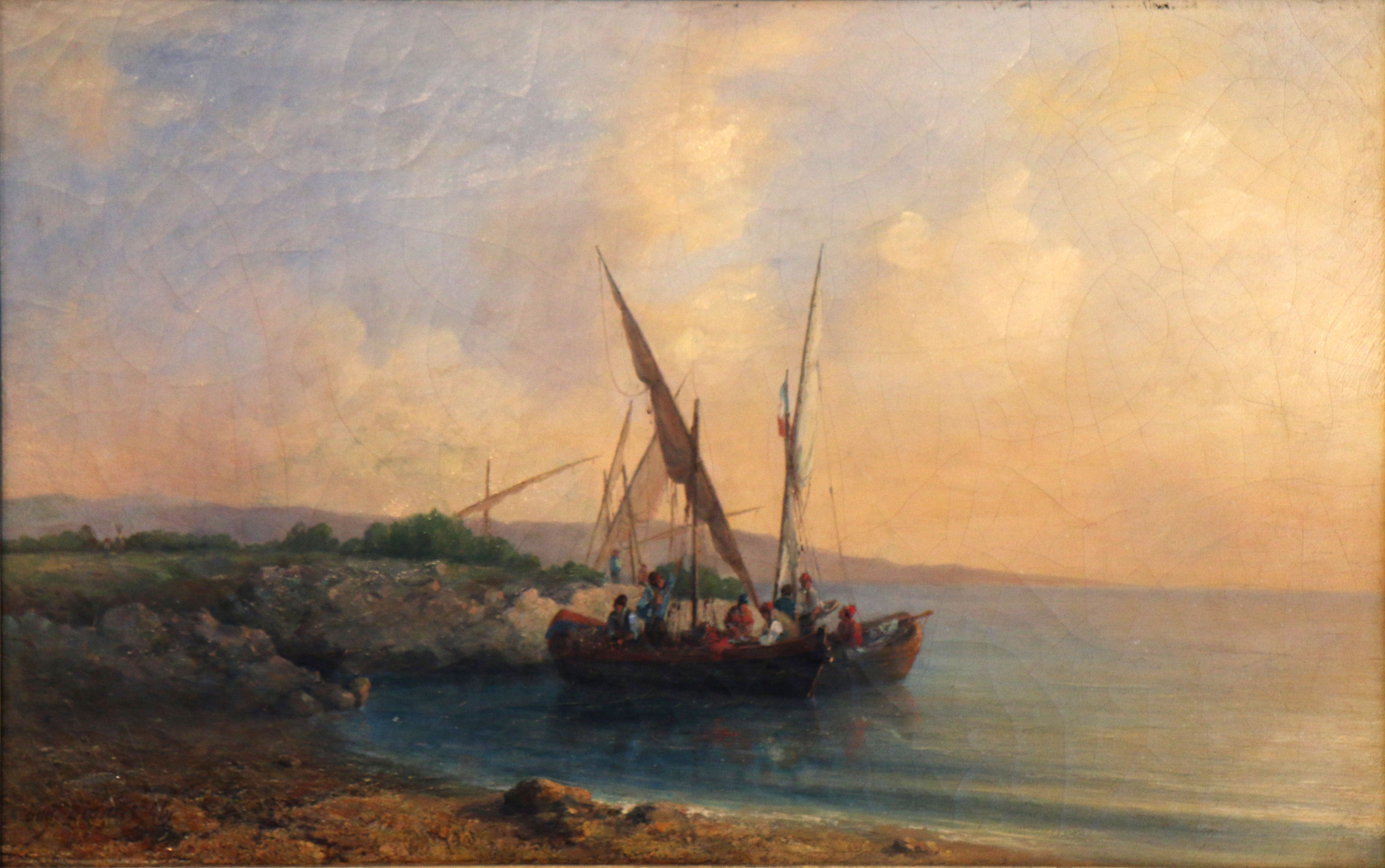
Barcă de pescuit pe litoralul toulonez Musée de la Castre, Cannes.
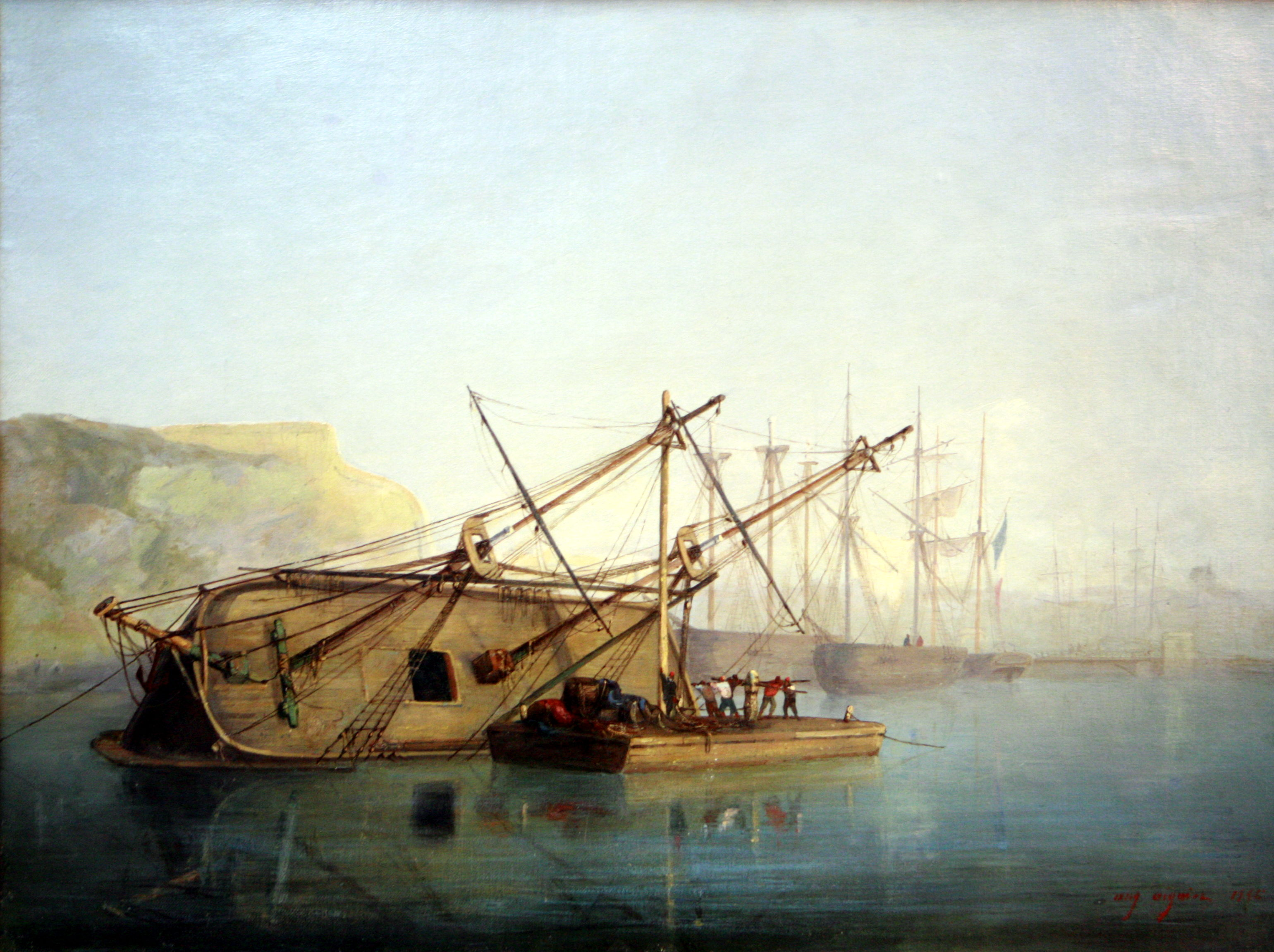
Carénage d'un voilier (1846), Muzeul Marinei, Marsilia.
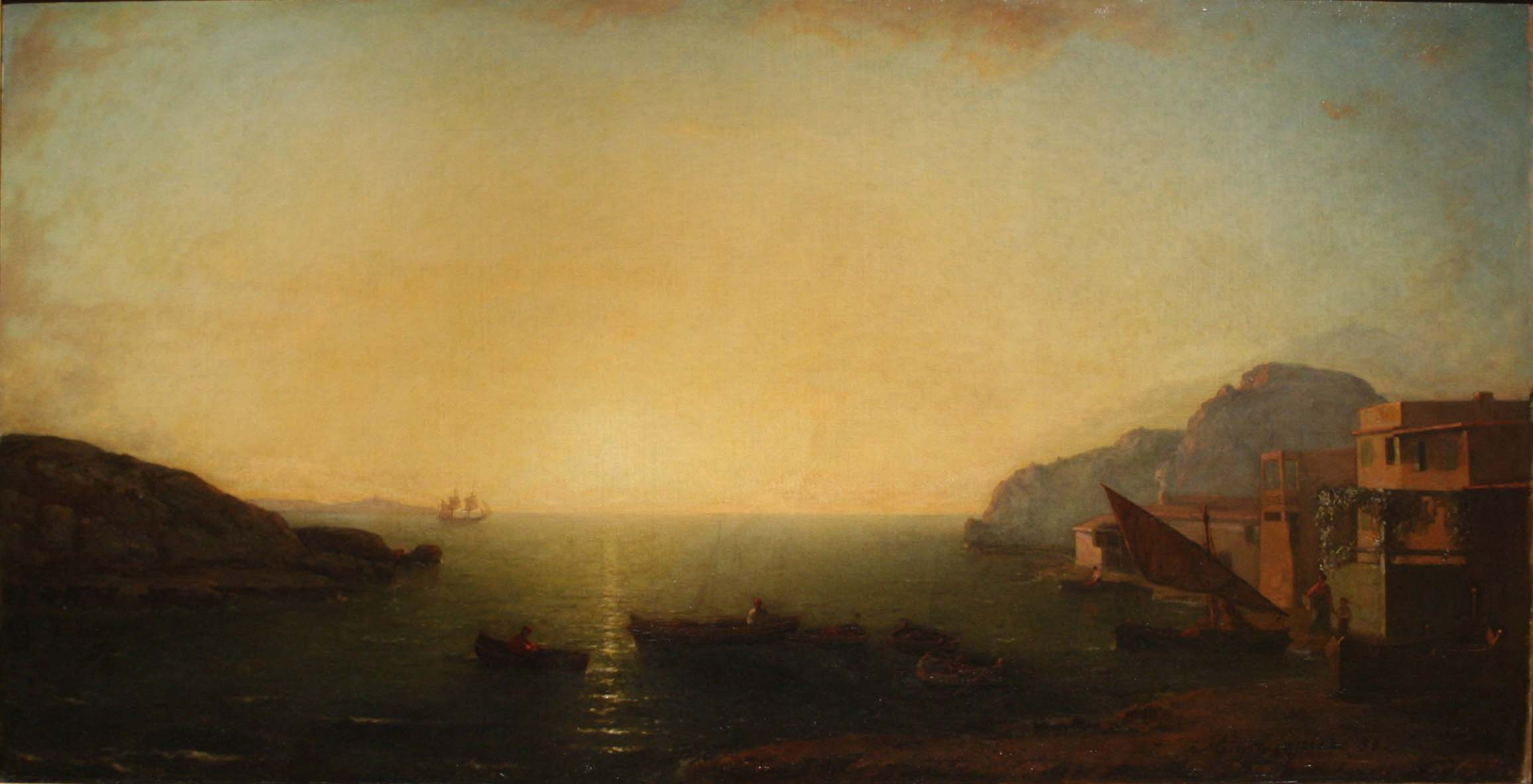
Effet de soleil couchant sur la Méditerranée (1858), Musée des Beaux-Arts de Marseille.
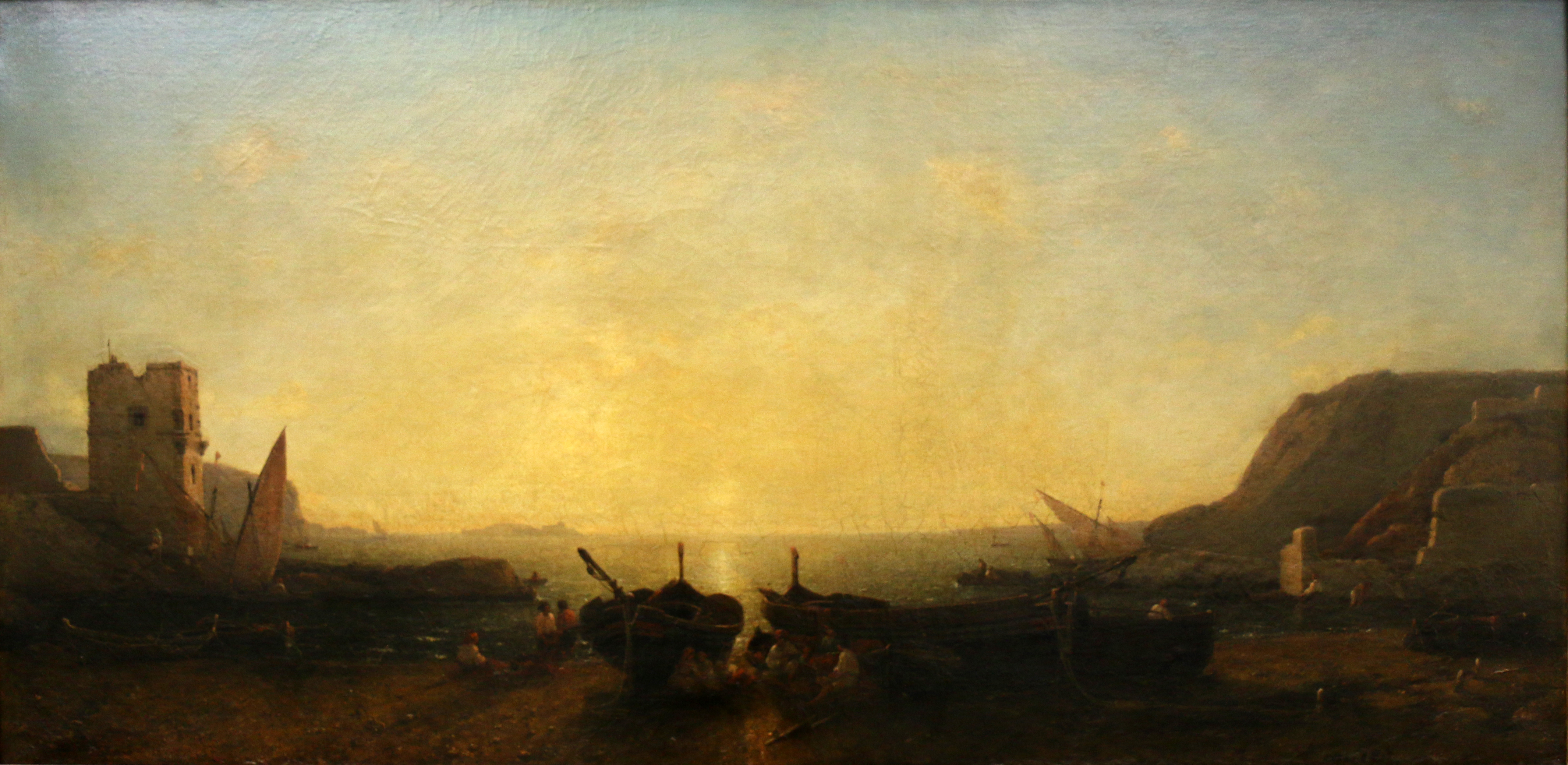
Soirée d'automne aux Catalans, Marseille, Muzeul de Artă din Toulon